# Menka (reina)
Menka (Mn kȝ) és el nom d'una reina egípcia de finals de la II Dinastia. No se sap amb qui va estar casada.
| mn · n | D28 |

| mn · n | D28 |

Se sap molt poc sobre la vida de Menka, la identitat de la qual només es coneix gràcies a un fragment de basalt del qual no se'n sap la procedència. El nom Menka significa "el ka serà durador" i el fragment on es representa el seu nom també inclou el títol "qui veu Horus", que era el títol de les reines a la primera edat dinàstica i durant el Regne Antic. El fragment també inclou una representació d'ella.
El relleu representa a Menka dempeus, amb un vestit ajustat, un gran recipient semiesfèric al cap i amb estendards alineats darrere d'ella. Els jeroglífics no indiquen qui era el seu consort. L'egiptòleg Wolfgang Helck va notar que l'escena té una semblança estilística considerable amb una escena inacabada d'un relleu de basalt del jaciment arqueològic de Gebelein atribuït al rei Khasekhemui, que va ser l'últim faraó de la II Dinastia d'Egipte. Helck va suggerir que el fragment del relleu de Menka podria provenir d'aquest lloc.